# 少年王女
『少年王女』（しょうねんおうじょ）は、企画原案：武蔵野ぜん子、著者：雪広うたこによる日本の漫画作品。『シルフ』（アスキー・メディアワークス）で連載され、『COMIC it』に移籍。

## ストーリー
女性だけに地位があり、男は仕事もろくに得られない国。それはいろんな歪みを生んでいた。
そこで漁民の家に育ったアルベールは王女の身代わりをすることになる。
そして国には歪みから動乱が起き、自分の行く道も決めにくいまま、アルベールは王女として激変する国を守ろうとする。

## 登場人物
年齢は単行本3巻時点。声はドラマCDのもの。
アルベール
声 - 花江夏樹
主人公。14歳。貧しい漁村の男児だったが、瓜二つという理由で、王女の身代わりをするように。教養はないが、一本気で仲間思い。このまま“王女”であり続けることに疑問をもつ。
ギィ・シュヴァルツヴァルド
声 - 櫻井孝宏
王女の腹心で教育係兼側仕え。一見、冷静沈着だが、幼女至上主義。宮廷で、王女暗殺とアルベールの正体を知る唯一の人物。
アレクシア・リュミエール
声 - 佐藤利奈
モーリアン王国の第一王位継承者だった。2年前、民衆の平和な生活を守る女王になるという志半ばにして、暗殺されてしまう。アルベールと双子であるが、当人たちは知らない。
テオドア
声 - 寺島拓篤
アルベールとともに貧しい漁村で暮らしていた褐色肌の男児。アルベールと一緒に宮廷に連れて来られるが、解放されたのち、強くなるために旅に出る。アルベールより2つ年上。
レティシア・リュミエール
声 - 明坂聡美
女尊男卑の国、モーリアン王国の女王。国を担う厳しさと重さをよくも悪くも示している。病に冒されて徐々に重くなる。
オリヴィエ
声 - 平川大輔
メヴィン国王、メルチョーの宮廷に仕える男の宮廷歌手。幼い頃に去勢をしたことで、声変わりをする前の透き通るような声を持つ。

## 書誌情報
- 武蔵野ぜん子（企画原案）・雪広うたこ（作画） 『少年王女』 KADOKAWA アスキー・メディアワークス〈シルフコミックス〉、既刊5巻（2016年8月19日現在）
  1. 2011年9月22日発売 ISBN 978-4-04-870966-8
  2. 2012年8月22日発売 ISBN 978-4-04-886715-3
  3. 2013年8月22日発売 ISBN 978-4-04-891861-9
  4. 2015年11月20日発売 ISBN 978-4-04-865478-4
  5. 2016年8月19日発売 ISBN 978-4-04-892298-2

## ドラマCD
1. 2017年1月27日発売
2. 2017年3月27日発売